# Алим, Иммануэл
Иммануэл Алим (англ. Immanuwel M. Aleem; род. 18 октября 1993, Ист-Медоу, Нью-Йорк, США) — американский боксёр-профессионал, выступающий в средней весовой категории. Обладатель титула чемпиона по версии WBC Silver (2017) в среднем весе.

## Профессиональная карьера
Алим дебютировал на профессиональном ринге в июне 2012 года досрочно победив техническим нокаутом своего соотечественника Джесса Норьега (0-2).

### Бой с Евгением Хитровым
14 января 2017 года в нью-йоркском Бруклине (США) состоялся бой между Алимом и перспективным небитым украинским боксёром Евгением Хитровым. Алим дважды отправлял Хитрова в нокдаун — в 3 и 6 раундах, и рефери остановил бой в 6 раунде после добивания в исполнении Алима. Итогом боя стал завоёванный Алимом титул чемпиона по версии WBC Silver в среднем весе.

## Результаты боёв
В таблице перечислены результаты всех поединков боксёров.
В каждой строке указан результат поединка. Дополнительно номер поединка обозначен цветом, который обозначает итог поединка. Расшифровка обозначений и цветов представлена в нижеследующей таблице.
| Пример | Расшифровка                     |
| ------ | ------------------------------- |
|        | Победа                          |
|        | Ничья                           |
|        | Поражение                       |
|        | Планируемый поединок            |
|        | Поединок признан несостоявшимся |
| КО     | Нокаут                          |
| ТКО    | Технический нокаут              |
| PTS    | Решение судей (по очкам)        |
| UD     | Единогласное решение судей      |
| MD     | Решение большинства судей       |
| SD     | Раздельное решение судей        |
| RTD    | Отказ от продолжения боя        |
| DQ     | Дисквалификация                 |
| NC     | Поединок признан несостоявшимся |

| Бой | Рекорд | Дата            | Соперник                | Место боя                                      | Результат        | Дополнительно                                                          |
| --- | ------ | --------------- | ----------------------- | ---------------------------------------------- | ---------------- | ---------------------------------------------------------------------- |
| 20  | 18-1-1 | 19 мая 2018     | Хуан Де Ангель (20-8-1) | MGM National Harbor, Оксон-Хилл, Мэриленд, США | RTD 6 (10), 3:00 |                                                                        |
| 19  | 17-1-1 | 25 августа 2017 | Уго Сентено (25-1)      | Buffalo Run Casino, Майами, США                | KO 3 (10), 2:27  |                                                                        |
| 18  | 17-0-1 | 14 января 2017  | Евгений Хитров (14-0)   | Барклайс-центр, Нью-Йорк, США                  | ТКО 6 (10), 1:20 | Завоевал вакантный титул чемпиона по версии WBC Silver в среднем весе. |
| 17  | 16-0-1 | 29 июля 2016    | Демонд Николсон (17-1)  | Квебек, Канада                                 | MD (8)           | Счёт: 77-75, 76-76, 76-76.                                             |
| 16  | 16-0   | 19 апреля 2016  | Джонатан Сепеда (17-1)  | Бетлехем, Пенсильвания, США                    | UD (8)           | Счёт: 79-73, 79-73, 79-73.                                             |